# Mattapoisett
Mattapoisett é uma vila localizada no condado de Plymouth no estado estadounidense de Massachusetts. No Censo de 2010 tinha uma população de 6.045 habitantes e uma densidade populacional de 96,57 pessoas por km².

## Geografia
Mattapoisett encontra-se localizado nas coordenadas 41° 39′ 41″ N, 70° 48′ 43″ O. Segundo o Departamento do Censo dos Estados Unidos, Mattapoisett tem uma superfície total de 62.59 km², da qual 44.95 km² correspondem a terra firme e (28.19%) 17.64 km² é água.

## Demografia
Segundo o censo de 2010, tinha 6.045 pessoas residindo em Mattapoisett. A densidade populacional era de 96,57 hab./km². Dos 6.045 habitantes, Mattapoisett estava composto pelo 96.15% brancos, o 0.68% eram afroamericanos, o 0.13% eram amerindios, o 0.6% eram asiáticos, o 0.02% eram insulares do Pacífico, o 1.21% eram de outras raças e o 1.22% pertenciam a duas ou mais raças. Do total da população o 0.94% eram hispanos ou latinos de qualquer raça.